# Braunsapis leptozonia
Braunsapis leptozonia är en biart som först beskrevs av Joseph Vachal 1909.  Braunsapis leptozonia ingår i släktet Braunsapis och familjen långtungebin. Inga underarter finns listade.